# Tomislav Franjković
Tomislav Franjković, född 19 maj 1931 i Korčula, död 11 oktober 2010 i Korčula, var en jugoslavisk vattenpolospelare. Han ingick i Jugoslaviens landslag vid olympiska sommarspelen 1956.
Franjković spelade sex matcher i den olympiska vattenpoloturneringen i Melbourne där Jugoslavien tog silver.